# فضيحة المتدربين العسكريين

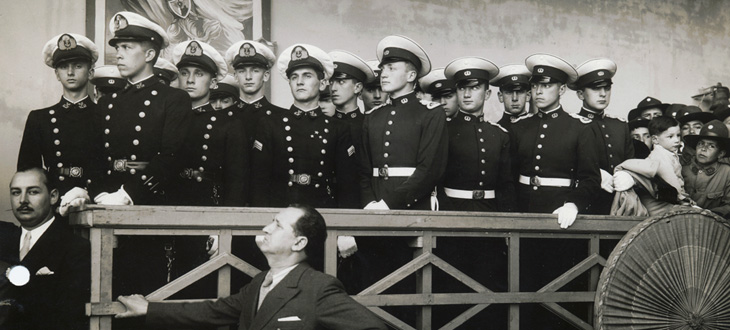
طلاب الكلية العسكرية الوطنية خلال الحفل.

فضيحة المتدربين العسكريين (بالإسبانية: escándalo de los cadetes)، والمعروفة أيضًا باسم قضية بالفي (بالإسبانية: Caso Ballvé)، هي فضيحة جنسية وسياسية حدثت في بوينس آيرس في الأرجنتين في سبتمبر عام 1942، وهي تتعلق بتورط الطلاب الشباب من الكلية العسكرية الوطنية الأرجنتينية في حفلات جنسية مزعومة أقامها رجال مثليون من الطبقات العليا. وكان المتهم الرئيسي هو المصور الهاوي خورخي هوراثيو بالفي بينيرو، الذي أقام تجمعات صغيرة في شقته في حي ريكوليتا والتقط صورًا جنسية للحضور، والتي أصبحت الدليل الرئيسي المستخدم ضده. وفي عام 1942، بدأ بالفي بينيرو ومجموعة من أصدقائه، بما في ذلك أدولفو خوسيه غودوين وإرنستو بريلا وروميرو سبينيتو وسونيا - المرأة الوحيدة - من بين آخرين، باصطحاب الطلاب العسكريين من الشوارع لإقامة حفلاتهم الخاصة، حتى أن بعضهم طور علاقات رومانسية.
كشف تحقيق داخلي في الكلية العسكرية الوطنية الأرجنتينية عن الحوادث التي أدت إلى تسريح 29 طالبًا وطردهم ومعاقبتهم. كان بالفي بينيرو كبش فداء في الفضيحة وحُكم عليه بالسجن لمدة اثني عشر عامًا بتهمة «إفساد القُصّر»، إذ كان قد بلغ سن الرشد آنذاك 22 عامًا وكان عشيقه يبلغ من العمر 20 عامًا فقط. كان لأخبار الحادثة تأثير كبير على المجتمع والصحافة الصفراء في بوينس آيرس، لدرجة أن قوائم المثليين جنسيًا المفترضين جرى نشرها بشكل مجهول بين السكان، وكان الطلاب العسكريون يتعرضون للسخرية بشكل منتظم في الشوارع.
أدت الفضيحة إلى الاضطهاد الأكثر عنفًا ضد الرجال المثليين في تاريخ الأرجنتين حتى ذلك الحين، مع سلسلة من مداهمات الشرطة والتشهير، بالإضافة إلى سجن العديد من المثليين جنسيًا، وقادت آخرين إلى المنفى، وأسفرت عن عمليتي انتحار. يشير العديد من المؤرخين إلى أن الفضيحة استُخدمت كذريعة لانقلاب عام 1943 الذي وضع حدًا لما يسمى «العقد المخزي» وكان هدفه المعلن هو «الطهارة الأخلاقية». وفي ظل النظام الجديد ازداد اضطهاد المثليين جنسيًا، وكانت إحدى سياساته الأولى هي ترحيل المغني الإسباني ميغيل دي مولينا، وهو حدث جرى التعليق عليه في جميع أنحاء البلاد. تعمق قمع المثلية الجنسية مع ظهور الحركة البيرونية في عام 1946، على الرغم من أن بعض المؤلفين يشيرون إلى أن علاقتهم كانت متأرجحة إلى حد ما.
جرت مقارنة إرث الفضيحة بإرث محاكمة أوسكار وايلد في المملكة المتحدة، ورقصة الواحد والأربعين في المكسيك، وقضية إيولنبرغ في ألمانيا، وتعتبر نقطة تحول في تاريخ البلاد من رهاب المثلية. ومع ذلك فقد تجاهل المؤرخون فضيحة المتدربين وما تلاها من اضطهاد تاريخيًا، ولم يجري تذكرها من قبل ثقافة الميم المحلية مثلما فعل مجتمع الميم المكسيكي برقصة الواحد والأربعين. وفي عام 2019 أصبح الكاتب المسرحي غونزالو ديماريا أول شخص يتمكن من الوصول إلى ملفات القضية، والتي كانت محتوياتها مصدرًا كبيرًا للتكهنات لمؤرخين من مجتمع المثليين في الأرجنتين مثل خوان خوسيه سيبريلي وخورخي ساليسي وأوزفالدو بازان، ونشر نتيجة بحثه في أول كتاب يركز على الفضيحة في العام التالي.

## الخلفية

### السياق السياسي والعسكري
وقعت فضيحة المتدربين خلال فترة انتقالية معقدة من تاريخ الأرجنتين، بين نهاية ما يسمى «بالعقد المخزي» وبروز الحركة البيرونية في سياق الحرب العالمية الثانية. وفي عام 1930 أنشأ أول انقلاب في تاريخ الأرجنتين في القرن العشرين النظام العسكري للجنرال خوسيه فيليكس أوريبورو الذي ينتمي للحركة الوطنية، والذي أنهى الحكم الديمقراطي للرئيس هيبوليتو يريغوين.
بعد انهيار وول ستريت عام 1929، تأثر ما يسمى بالنموذج الاقتصادي «للتصدير الزراعي» للأرجنتين بشدة، حيث خفضت الدول الأساسية مشترياتها من المواد الخام. وكان أوريبورو محافظًا لا يؤمن بالديمقراطية الليبرالية والنظام الحزبي، ويمثل نخبوية سلطوية سعت إلى تغيير الحالة الديمقراطية إلى نظام نقابوي مشابه للفاشية الإيطالية. وفي ظل انقلاب أوريبورو وصل الطلاب العسكريون من الكلية العسكرية الوطنية الأرجنتينية إلى ذروة هيبتهم، إذ رافقوا أوريبورو في ذلك اليوم. ويشار إلى ذلك الحدث أحيانًا باسم Golpe de los Cadetes (انقلاب المتدربين العسكريين)، وجرى تقديم العرفان للطلاب العسكريين عبر بناء مقر أكبر وأكثر فخامة في مدينة آيل بالومار المجاورة، في مقاطعة بوينس آيرس.
دعا أوريبورو إلى إجراء انتخابات رئاسية في عام 1931، أعلن فيها فوز الضابط أغوستين بيدرو خوستو من خلال تزوير انتخابي. كان خوستو جزءًا من حلف كونكوردانثيا (تعني بالإسبانية «الوفاق»)، وهو تحالف سياسي ضم حزبه الوطني الديمقراطي، والاتحاد المدني الراديكالي المناهض للشخصانية (وهو فرع مناهض ليريغوين من الاتحاد المدني الراديكالي) والحزب الاشتراكي المستقل. حكم حلف كونكوردانثيا البلاد حتى عام 1943، وتجنب وصول الاتحاد المدني الراديكالي إلى السلطة من خلال التزوير الانتخابي المستمر. وشهد العقد سيئ السمعة تطوير سياسة التصنيع البديل للواردات، ما تسبب في موجة جديدة من المهاجرين من داخل البلاد إلى بوينس آيرس بحثًا عن فرص عمل. وخلف روبرتو ماريا أورتيز الرئيس خوستو كرئيس للأرجنتين في عام 1938، وتوفي بعد أربع سنوات، ثم تولى رامون كاستيو الحكم في 27 يونيو عام 1942.
يعود أول دليل موثق بشأن اتهامات المثلية الجنسية في الجيش الأرجنتيني إلى عام 1880، عندما تحرش اثنان من الطلاب يبلغان من العمر ستة عشر عامًا، وهما فيليب غولو وسيزار كاري، بالعديد من أقرانهما. وأصبحت المثلية الجنسية من الاهتمامات الرئيسية للجيش الأرجنتيني في عام 1905، عندما جرى اكتشاف أكثر من مئة من المثليين جنسيًا ينتمون إلى الجيش الألماني، خلال الوقت الذي كان فيه الضباط الألمان مستشارين في المدرسة الحربية العليا ودرس الجنود الأرجنتينيون في ألمانيا. في العام التالي كانت هناك فضيحة مثلية جنسية في الجيش الأرجنتيني نفسه، عندما قُتل النقيب أرتورو ماثيدو برصاصة على يد الرائد خوان كوماس، الذي حاول لاحقًا الانتحار في حلقة اعتُبرت في ذلك الوقت «جريمة حب» والتي أخفتها الصحافة قليلًا. بينما كان أوريبورو الرئيس الفعلي للبلاد، فقد «غض الطرف» عن فضيحة أخرى تورطت فيها عائلته هذه المرة، عندما أمضى الأمير جورج دوق كينت ليلة مع ابن عمه، خوسيه إيفاريستو أوريبورو روكا، خلال زيارة رسمية إلى بوينس آيرس مع شقيقه الملك المستقبلي إدوارد الثامن.